# Jolly Jogger
Jolly Jogger (ジョリージョガー?, Jorī Joga ̄) è un videogioco arcade a schermata fissa appartenente al sottogenere "painter", edito dalla Taito nel 1982.

## Modalità di gioco
Trattasi di un clone di Amidar, nel quale il giocatore controlla un omino che deve evidenziare i quadrati visualizzati sullo schermo percorrendo continuamente tutti i loro lati. Queste figure geometriche formano nell'insieme non un labirinto ma un grande disegno.
L'omino sarà intralciato da dei mostri che cercano di inseguirlo per togliere una vita al giocatore, però, a differenza di Amidar, qui per evitarli non è consentito la funzione del salto. Inoltre è presente un limite di tempo a disposizione, rappresentato da una bomba accesa dalla miccia, esaurita la quale la partita finisce indipendentemente dal numero di vite rimaste.